# かもめ町みなと町
「かもめ町みなと町」（かもめまち みなとまち）は、1972年2月1日にミノルフォン音楽工業（現・徳間ジャパンコミュニケーションズ）より発売された五木ひろしのシングル。
第3弾シングルで前作同様にマドロス演歌ながらも、敢えて筒美京平を作曲に迎え、オリコン最高位11位、登場週数18週、15万枚を超える売上げを記録。

## 収録曲
- 両楽曲共に、作詞：山口洋子／作曲・編曲：筒美京平

1. かもめ町みなと町
2. びろうどの雨